# Ferdinand Dalberg-Acton

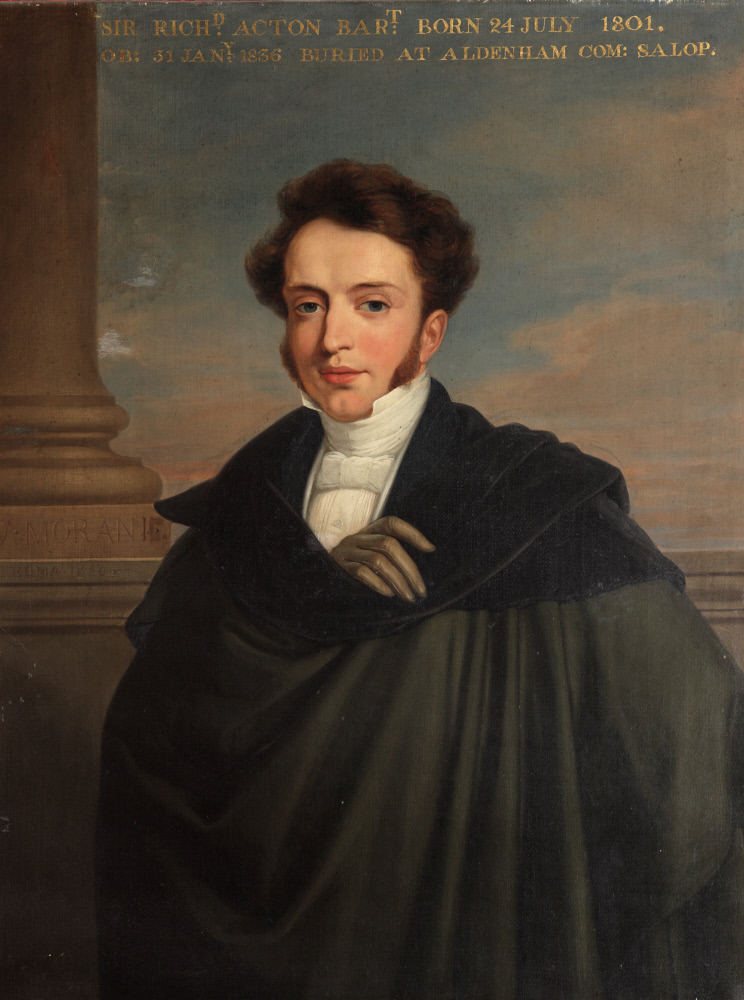

Stemma della famiglia Acton

Sir Ferdinand Richard Edward Dalberg-Acton, VII Baronetto (Palermo, 24 luglio 1801 – Parigi, 31 gennaio 1837), è stato un nobile britannico, di origini italiane.

## Biografia
Battezzato Ferdinand Richard Edward Acton, nacque in Sicilia dove suo padre Sir John Acton, fino al 1804 primo ministro del Regno di Napoli, si era rifugiato seguendo re Ferdinando di Borbone. Sua madre, Maria Anna Acton, era la figlia maggiore del fratello di suo padre, il generale Joseph Edward Acton. Successe al padre nel titolo di baronetto di Aldenham alla morte di questi avvenuta nel 1811. Il fratello minore Charles divenne cardinale della chiesa cattolica.
Dopo l'infanzia in Italia, fu educato a Cambridge.
Cambiò legalmente il suo nome con Licenza Reale del 20 dicembre 1833 in Ferdinand Richard Edward Dalberg-Acton in seguito al matrimonio, avvenuto il 9 luglio 1832, con Marie Louise Pelina von Dalberg, unica figlia sopravvissuta di Emmerich Joseph von Dalberg, duca di Dalberg, dalla quale ebbe un solo figlio John Emerich Edward Dalberg-Acton (1834–1902), conosciuto come Lord Acton.
Fece costruire a Napoli Villa Pignatelli.